# ララ・アンデルセン

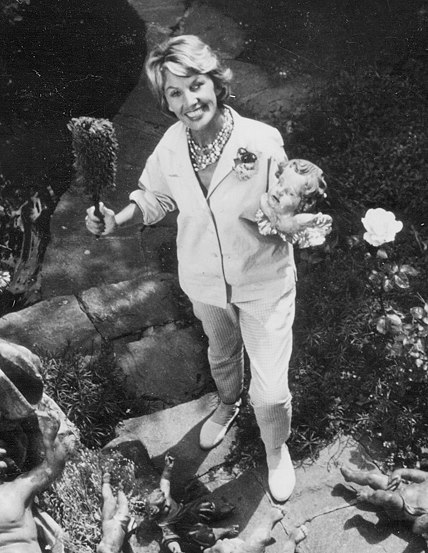
ララ・アンデルセン

ララ・アンデルセン（Lale Andersen , 本名リーゼロッテ・ヘレネ・ベルタ・ボイル、1905年3月23日 - 1972年8月29日）は、ドイツの歌手・女優。第二次世界大戦中に歌った「リリー・マルレーン」は世界的なヒットとなった。

## 生い立ち
ララは1905年北ドイツの港町ブレーマーハーフェンに生まれた。17歳で画家パウル・エルンスト・ヴィルケ（1894年 - 1971年）と結婚、3人の子供（ビョルン、カルメン・リッタ、ミヒャエル）が生まれるが、3人目の子が生まれてすぐ結婚は破綻した。1929年、24歳のララは子供たちを家族に預けてベルリンへ行き、ドイツ劇場の俳優養成学校に通ったと言われている。1931年に正式に離婚すると、ベルリンのキャバレーなどのステージに立つようになったが、当時の芸名は「リゼロット・ヴィルケ」であった。1933年から1937年まで、チューリッヒの劇場に出演していた際、生涯の友人となる作曲家ロルフ・リーバーマン（1910年 - 1999年）と出会う。1938年以降は、ミュンヘンのキャバレーや小劇場に出演し、ドイツ民謡（Volkslied）、シャンソン、流行のヒット曲などを歌っていた。この頃の芸名は「ララ・アンデルセン」となっている。1937年にハイデルベルクでピアニストのカール・フリードリヒ・パッシェと知り合い、その後6年間、舞台やレコード録音の際のピアノ伴奏を任せている。1943年にパッシェが出征した後、ララは結局パッシェ以上のピアニストにはめぐり会えなかった。

## ララとリリー・マルレーン
1939年、ミュンヘンのキャバレーに出演していた際にララはひとつの歌に出会った。ハンス・ライプ（1893年 - 1983年）の詩にノルベルト・シュルツェ（1911年 - 2002年）が曲をつけた歌「リリー・マルレーン」である。ララはこの曲をレコーディングしたが、当時は約700枚がリリースされただけであり、60枚しか売れなかったと言われている。しかし、販売店に山積みになっていた売れ残りのレコードから、店員がドイツ軍の前線慰問用レコード200枚の中に2枚紛れ込ませた。それが1941年の秋に初めて流され、以後放送で繰り返しかけられて人気を得た。ナチス・ドイツ占領下のベオグラードラジオが所蔵する数少ないレコードの中の1枚であった。
しかし、恋人たちの別離を歌った陰鬱な歌詞が士気に悪影響を及ぼすとして、ナチス政府の宣伝相ゲッベルスはこの曲を嫌悪し、ラジオ放送を禁止とする処分を下した。それでも戦地での兵士の人気は一向に衰えず、なぜラジオで流れないのかという問い合わせが多数寄せられたため、ベオグラード・ラジオは放送終了直前、毎晩21時57分に「リリー・マルレーン」を流す決定をした。毎晩21時57分になると、戦場ではドイツ軍、連合国軍を問わず、兵士たちはラジオをつけて聴いていた。
「リリー・マルレーン」を取り上げられ、チューリッヒで親しくなったリーバーマン初め多くの音楽家たちがユダヤ人であったこともあり、ララは歌手活動を禁じられてしまい、自殺を図るが未遂に終わる。9ヶ月後、歌手活動の再開を許可されたものの、ララは帝国文化院（Reichskulturkammer）の監督下に置かれ、「リリー・マルレーン」を歌うことは許されなかった。ゲッベルスの命令で「勇壮なドラム伴奏を付けた軍歌版」の「リリー・マルレーン」を新たに作ったほか、終戦までの活動としてはプロパガンダに関するものばかりで、映画への出演が1本と英語で何曲か歌うのみであった。しかし「リリー・マルレーン」は、マレーネ・ディートリヒが曲をカバーして米軍を慰問したこともあり、アメリカにも広まっていった。

## 再婚と歌手への復帰
終戦の直前、ララは北海に浮かぶ東フリースラント諸島のランゲオーク島に移住して、歌手としては引退するが、1949年にスイス人作曲家アルトゥール・ボイル（1915年 - 2010年）と再婚した。1952年、ララは自分で作詞しボイルが作曲した歌で歌手に復帰し、1956年にはある映画の中で「リリー・マルレーン」を歌っている。1960年代にはヨーロッパとアメリカ、カナダのコンサート・ツアーを敢行したほか、1970年になるとテレビ番組に多数出演して活躍した。夫ボイルはララのために約20曲の歌を作り、ララ本人も作詞を手がけている（作詞時のペンネームはニコラ・ヴィルケ）。1969年と1972年に本を出版、1972年の自伝は当時のベストセラーになったが、その出版直後、ウィーンで死亡した（死因については心臓発作か肝臓癌か不明）。67歳。遺体はランゲオーク島に埋葬されている。

## 映画『リリー・マルレーン』
1981年に楽曲『リリー・マルレーン』を題材にした西ドイツ映画『リリー・マルレーン』が公開された。監督：ライナー・ヴェルナー・ファスビンダー、主演：ハンナ・シグラ。
主人公の歌手・ヴィリーが戦争に翻弄される悲劇が描かれるが、ララと思しき主人公など登場人物の背景には事実と異なる点が多い。また日本では、この映画は事前の予想に反し全く不発だった。

## 著書
- Wie werde ich Haifisch? – Ein heiterer Ratgeber für alle, die Schlager singen, texten oder komponieren wollen（1969年）
- Der Himmel hat viele Farben（1972年）